# Club Deportivo Garcilaso
Maillots
Actualités
Le Club Deportivo Garcilaso, est un club péruvien de football situé à Cuzco.

## Histoire

### Le CD Garcilaso dans le football amateur (1957-2022)
Fondé à Cuzco le 13 avril 1957, le Deportivo Garcilaso joue la phase finale de la Copa Perú (3e division) en 1970, 1979, 1993 et 1994. Il atteint son meilleur résultat en 1979 où il termine à la troisième place.
Dans les années 2000 et 2010, le CD Garcilaso atteint à plusieurs reprises les quarts de finale de la Copa Perú. Ainsi en 2000, 2003, 2016 et 2019 il s'incline en quarts face au Coronel Bolognesi, Deportivo Enersur, Racing de Huamachuco et Deportivo Llacuabamba, respectivement.
En 2022, il est éliminé par Inkas FC lors de l'étape provinciale de la Copa Perú. Cependant le CD Garcilaso dépose une réclamation contre Inkas FC prétextant que l'entraîneur de ce dernier club, Roberto Tristán, avait commis une erreur réglementaire. La Fédération péruvienne lui accorde une victoire sur tapis vert. Entretemps, Roberto Tristán – l'entraîneur fautif – prend les rênes du CD Garcilaso et qualifie l'équipe à la phase finale de la Copa Perú. Opposés dans une poule finale au Comerciantes FC, Defensor La Bocana et Atlético Bruces, les joueurs de Garcilaso terminent en tête du classement (avec 7 points) et remportent la Copa Perú pour la première fois, 65 ans après la fondation du club.

### Séjour en première division (depuis 2023)
Vainqueur de la Copa Perú en 2022, le club accède dès 2023 à la 1re division péruvienne pour la première fois de son histoire. Il s'agit du quatrième club de la ville de Cuzco à jouer en première division après le Cienciano del Cusco, le Deportivo Tintaya et le Cusco FC.
Sa première participation en première division est encourageante puisque le CD Garcilaso termine à la septième place du championnat 2023, synonyme de qualification à la Copa Sudamericana 2024 qui plus est son premier tournoi international.

## Résultats sportifs

### Palmarès
| Compétitions nationales               | Compétitions régionales |
| - Copa Perú (1) : - Vainqueur : 2022. | - Ligue de la région de Cuzco (23) : - Vainqueur : 1968, 1969, 1974, 1975, 1978, 1979, 1980, 1981, 1990, 1991, 1996, 1998, 2000, 2001, 2003, 2005, 2007, 2008, 2016, 2017, 2018, 2019 et 2022. |

### Bilan et records

#### Au niveau national
- Saisons au sein du championnat du Pérou : 2 (2023-).
- Saisons au sein du championnat du Pérou D2 : 0.

#### Au niveau international
- Copa Sudamericana : 1 participation (2024).

## Personnalités historiques du club

### Entraîneurs
Sous la houlette de Roberto Tristán, le CD Garcilaso remporte l'édition 2022 de la Copa Perú, son premier titre national.
- Antonio Carlos Vieira "Toninho" (1993)
- Benjamín Reyes (1993)
- José Elguera (1994)
- Miguel Ángel Guzmán (1996)
- Miguel Ángel Guzmán (1998)
- Héctor Berrío (2000)
- José Ramírez Cubas (2001)
- Marco Echegaray (2003)
- Rolando Echegaray (2007)
- Jorge Machuca (2009)
- Moisés Barack (2009)
- Jorge Machuca (2010)
- Frank Palomino (2010)
- Héctor Berrío (2011)
- José Carlos Amaral (2014)
- Johan Rubio (2015)
- Edson Ojeda (2016)
- Berly Cornejo (2016)
- Javier Arce (2017)
- Germán Carty (2017)
- Erick Torres (2018)
- Juan Carlos Bazalar (2019)
- Mario Flores (2019)
- Luis Flores (2019)
- Mario Flores (2021)
- Duilio Cisneros (2021)
- Edgar Echegaray (2022)
- César Ccahuantico (2022)
- Roberto Tristán (2022-2023)
- Jorge Célico (2023)
- Gerardo Pablo Ameli (2023-2024)
- Bernardo Redín (depuis 2024)

## Culture populaire

### Rivalités
Le CD Garcilaso maintient une rivalité locale avec le Cienciano del Cusco. Les deux clubs représentent les collèges les plus prestigieux de la ville de Cuzco, le Colegio Nacional de Ciencias dans le cas de Cienciano et l'Inca Garcilaso de la Vega pour le CD Garcilaso. Les deux équipes s'opposent pour la première fois en 1re division le 6 mai 2023 (match nul 0-0).